# Nephargynnis
Nephargynnis är ett släkte av fjärilar. Nephargynnis ingår i familjen praktfjärilar.

## Dottertaxa tillNephargynnis, i alfabetisk ordning[1]
- Nephargynnis aequatorialis
- Nephargynnis albimaculatus
- Nephargynnis albovenata
- Nephargynnis allyni
- Nephargynnis antalyana
- Nephargynnis bahamae
- Nephargynnis baqueroensis
- Nephargynnis blanca
- Nephargynnis busogus
- Nephargynnis chinanteca
- Nephargynnis cleoxanthe
- Nephargynnis comstocki
- Nephargynnis copiosa
- Nephargynnis danieliana
- Nephargynnis dayak
- Nephargynnis dujardini
- Nephargynnis escalantiana
- Nephargynnis euoe
- Nephargynnis floralae
- Nephargynnis hondai
- Nephargynnis intermedia
- Nephargynnis jubrubidus
- Nephargynnis kaszabi
- Nephargynnis katarae
- Nephargynnis kilimensis
- Nephargynnis lainezi
- Nephargynnis leeuwi
- Nephargynnis loma
- Nephargynnis mccleeryi
- Nephargynnis miegi
- Nephargynnis occidentalis
- Nephargynnis pulsitia
- Nephargynnis purpurinatta
- Nephargynnis rubrosuffusa
- Nephargynnis salomonis
- Nephargynnis schweigeri
- Nephargynnis stellata
- Nephargynnis superlata
- Nephargynnis tayalina
- Nephargynnis ugandensis
- Nephargynnis ugandicus
- Nephargynnis victoriae